# 베이거스 바이퍼스
| 베이거스 바이퍼스 |                                   |
| 콘퍼런스          |                                   |
| 디비전            | 노스 디비전                       |
| 설립연도          | 2023년                            |
| 해체연도          | 2024년                            |
| 역사              | 베이거스 바이퍼스 (2023년~2024년) |
| 경기장            | 캐시맨 필드                       |
| 연고지            | 네바다주 라스베이거스             |
| 소유주            | 알파 아퀴코 LLC.                  |
| 회장              | 테메코 리처드슨                   |
| 단장              | 로드 우드슨                       |
| 감독              | 로드 우드슨                       |
| 리그 우승         |                                   |
| 콘퍼런스 우승     |                                   |
| 디비전 우승       |                                   |

베이거스 바이퍼스(Vegas Vipers)는 네바다주 라스베이거스를 연고지로 하는 XFL 노스 디비전 소속 미식축구 팀이다. 홈 경기장은 캐시맨 필드이다.